# Raijua
L'isola di Raijua è una piccola isola indonesiana che si trova a 6 km ad ovest dell'isola di Sawu, sulla linea ideale che separa il mare di Savu dall'Oceano Indiano.

## Geografia
L'isola di Raijua appartiene all'arcipelago delle Isole Sawu, parte a sua volta di quello delle Piccole Isole della Sonda. Si estende su una superficie di 36,97 km2 per una lunghezza massima di 30 km ed una larghezza di 13. Dal 2008 costituisce la Reggenza di Sabu Raijua, nella provincia di Nusa Tenggara Orientale (prima della data indicata, faceva parte della Reggenza di Kupang).

### Località
- Ballu
- Ballua
- Kolorae
- Kolo Uju
- Merapo (capoluogo)
- Ledeke
- Ledeunu

## Popolazione
La popolazione parla un dialetto dei Sawunesi, il Raijua.

## Economia
La parte più interessante da un punto di vista turistico sono le spiagge bianche dell'isola, presso le quali è anche possibile fare dello snorkeling. Nel periodo secco, tra maggio ed ottobre, si può praticare il surf, poiché le onde si frangono sull'antistante barriera corallina. Tuttavia non esistono valide strutture turistiche.